# オープンソースソフトウェア活用基盤整備事業
オープンソースソフトウェア活用基盤整備事業（オープンソースソフトウェアかつようきばんせいびじぎょう）とは、IPAが2003年度から実施している支援事業の一つであり、オープンソースソフトウェア活用のすそ野を広げるための基盤整備を目的としたもの。支援を受けて開発されたソフトウェアもオープンソースソフトウェアであることがポイントの一つになっている。2006年以降は、IPA内に新たに設置されたオープンソースソフトウェア・センター(OSSC)が中心となり事業を行っていたが、2009年の民主党政権時の事業仕分け (行政刷新会議)の事業仕分け第3弾後半(2010年11月15日(月)～18日(木))においてオープン・クラウド環境整備事業が廃止されたことを受け、オープンソース関連の事業は実施されていない。

## 2010年度採択事業

### 調査
- 第4回地方自治体における情報システム基盤の現状と方向性の調査(株式会社三菱総合研究所)
- 「情報システム調達のための技術参照モデル(TRM) - 平成21年度版」英訳版(株式会社プロスパーコーポレーション)
- OSS仮想化機構KVMについての調査(株式会社NTTデータ)
- アプリケーション実行基盤としてのOpenJDKの評価(株式会社三菱総合研究所)
- クラウド運用管理ツールの基本機能、性能、信頼性評価(クリエーションライン株式会社)
- VMの制御に係るインタフェース仕様の動向調査(株式会社 三菱総合研究所)

### 開発
- 体験型集合教育のための「Ruby研修用コンテンツ」(Rubyビジネス・コモンズ)

## 2009年度採択事業

### 調査
- 第3回地方自治体における情報システム基盤の現状と方向性の調査(株式会社三菱総合研究所)
- 第3回オープンソースソフトウエア活用ビジネス実態調査(2009年度調査）(みずほ情報総研株式会社)
- OSSライセンスの比較、利用動向および係争に関する調査(Washington | CORE , L.L.C.)

## 2008年度採択事業

### 調査
- OSS応用知識の学習ガイダンスに関する調査(株式会社三菱総合研究所)
- 第2回地方自治体における情報システム基盤の現状と方向性の調査(株式会社三菱総合研究所)
- 第2回オープンソースソフトウェア活用ビジネス実態調査(みずほ情報総研株式会社)
- 技術参照モデルの実証的評価(みずほ情報総研株式会社)
- リナックスにおけるグリーンITの調査研究(ミラクル・リナックス株式会社)
- 自治体・企業等の情報システムへのRuby適用可能性に関する調査(Enterprise Ruby コンソーシアム(株式会社テクノプロジェクト、みずほ情報総研株式会社))

### 開発
- OSSオープン・ラボ　OSS開発・評価支援環境構築及び運用手順の作成 −IPAフォント編集環境構築−(株式会社ブレイズ)
- 迷惑メール対策ポリシーを柔軟に実現するためのmilterの開発(株式会社クリアコード)

## 2007年度採択事業

### 提案公募
- Linuxカーネルバージョン間互換性テストツールの拡張(株式会社グッデイ)
- Linuxカーネルバージョン間互換性テストツールの拡張(株式会社日立製作所)
- Linuxカーネルへの組み込みシステム向けメモリ管理方式の実現(リネオソリューションズ株式会社)
- 共通コンポーネント基盤とサービス連携基盤の開発(エスエムジー株式会社)
- 国際標準文書フォーマットの日本語機能拡張(サン・マイクロシステムズ株式会社)

### 自治体等におけるオープンソースソフトウェア活用に向けての導入実証
- OSS活用による統合運用基盤構築に向けた実証実験(株式会社イトダコンピュータ)
- OSSによる統合DBを介した基幹システムと業務システム連携の実証(株式会社ＢＳＮアイネット)
- Rubyの普及を目指した自治体基幹業務システム構築(株式会社テクノプロジェクト)
- 病診連携及び医療情報標準化の推進を目的としたOSS利用によるASP型電子カルテシステム(株式会社アイティ・イニシアティブ)
- 宮崎県延岡市における入札管理業務のＯＳＳ導入実証実験(株式会社宮崎県ソフトウェアセンター)

## 2006年度採択事業

### 提案公募
- 1CDLinux/UNIXリマスタリングツールの開発(株式会社富士通ソーシアルサイエンスラボラトリ)
- pgsnmpd(PostgreSQLの運用状況の監視ツール)Ver 1.0 の開発(新生開発株式会社)
- XBRLインスタンス作成Tool kit for RDB開発(株式会社ゴーイング・ドットコム)
- オープンソースERPシステムの開発(ケイ・エヌ情報システム株式会社)
- 会員マネジメント用XOOPSモジュールの作成(株式会社ブロードテック)
- マルチコアプロセッサCellのためのアプリケーション開発支援フレームワーク(株式会社フィックスターズ)

### テーマ型
- OpenPrintingに係る開発(エプソンアヴァシス株式会社)
- Linuxカーネル互換性テストツールの開発(株式会社日立製作所)
- Linux環境における外字管理システムの仕様開発とプロトタイプ作成(ターボリナックス株式会社)
- Linuxメッセージ･マニュアルデータベースの作成(ユニアデックス株式会社)
- Linuxメッセージ・マニュアルデータベースの作成の開発(株式会社リヌオン)

### 自治体におけるオープンソースソフトウェア活用に向けての導入実証
- 大分県庁基盤システムでのオープンソースソフトウェア活用に向けての導入実証(財団法人ハイパーネットワーク社会研究所　大分県)
- 公共施設予約管理システムによるＯＳＳ導入実証(株式会社ＮＴＴＰＣコミュニケーションズ　市川市)
- 栃木県二宮町および周辺市町におけるOSSデスクトップの導入と広域連携基盤の整備(日本電気株式会社　二宮町)
- 山形県庁文書管理システム導入実証実験(株式会社ＳＲＡ東北　山形県)

## 2005年度採択事業

### 上期
- CD／DVD起動Linuxの速度改善ドライバの開発(株式会社アルファシステムズ)
- OSS性能・信頼性評価／障害解析ツール開発(株式会社日立製作所)
- OSS性能評価データ整備・拡充作業(株式会社日立製作所)
- PostgresSQLリプリケーション(Slony-I) for Windowsの開発(新生開発株式会社)
- オープンソースRDBMSを対象としたオープンソースETLツールの開発(株式会社アイエイエフコンサルティング)
- 組込み向けオープンソースGUI開発環境の整備(合資会社もなみソフトウェア)

### 下期
- OSSを用いた計算機システムの信頼性向上を目指したイベントトレース機能の開発(株式会社日立製作所)
- PCクラスタのユーザビリティ向上のための開発(株式会社ベストシステムズ（コンソーシアム代表）)
- インターネット地図型交流システム「カキコまっぷ」のオープンソース化(株式会社岩手情報システム)
- ウェブコンテンツの相互運用性を改善するフィルタリングサーバの開発(株式会社三菱総合研究所)
- オープンソースソフトウェアにおける統一したレガシーエンコーディングの変換機能の開発(ミラクル・リナックス株式会社)
- 大規模並列分散問い合わせミドルウェアの開発(株式会社ＳＲＡ（幹事会社）)

## 2004年度採択事業

### 上期
- IT教育向けデスクトップ管理ツール「MultiVNC」の開発(株式会社アルファシステムズ)
- J2MEのためのSSH2の実装(株式会社ジェイクラフト)
- OSS性能・信頼性評価／障害解析ツール開発(株式会社日立製作所)
- オープンソースOLAPツールOpenOLAPの機能拡張－企業データ分析ツールOpenOLAP－(株式会社アイエイエフコンサルティング)
- オープンソースデスクトップ環境における日本語入力の改善(株式会社グッデイ)
- 組込みLinuxへのQOS（QualityOfService）機能の実装及び標準化(モンタビスタソフトウエアジャパン株式会社)
- 使いやすいデスクトップを実現するためのGUIインスペクタとUIドライバーライブラリ(レッドハット株式会社)
- ビジネスユースにおけるオープンソースソフトウェアの法的リスクに関する調査(財団法人ソフトウェア情報センター)

### 下期
- Cコンパイラ向けテストスイート生成ツールの開発－C言語のテストセットの自動生成ツールとサンプル入力－(株式会社SRA先端技術研究所)
- N-gramを用いた多言語対応検索環境の構築－全文検索システムRast－(株式会社ネットワーク応用通信研究所)
- UltraMonkey Layer7負荷分散フレームワークの開発－高性能・高拡張性を装備した負荷分散ソフトウェア－(NTTコムウェア株式会社)
- Vector Printer Driver APIを使用するPDFレンダラの開発－LinuxのPDF文書印刷環境の改良－(株式会社アックス)
- WfMC標準準拠のワークフローシステム運用基盤の開発－ Nautica Workflow －(株式会社アルゴ２１)
- データ解析環境「R」の国際化(株式会社COM-ONE)
- 分散ファシリティ統合マネージャの開発－統合運用管理ソフトウェア「Hinemos」－(株式会社NTTデータ)

## 2003年度採択事業

### 一次公募
- ユビキタスOSの開発(株式会社アックス)
- OpenLDAPフェイルオーバ機能の開発(VA Linux Systems ジャパン株式会社)
- 共通のオープンプリンティングシステムの開発(オープンプリンティングプロジェクト)
- WebDAVプラットフォームの開発(住友電工情報システム株式会社)
- μITRON4.0仕様に完全準拠し拡張を含むオープンソースμITRON仕様OSの開発(合資会社もなみソフトウェア)
- クロスプラットホーム性を持つ帳票開発ツールの開発(株式会社ネットワーク応用通信研究所)
- MissionCriticalシステム向け組み込み型リアルタイムLinuxの開発(三菱重工業株式会社)
- アジア圏言語固有処理の動的拡張を可能にする文字描画ライブラリ(レッドハット株式会社)

### 二次公募
- 高速、高効率なオンライン分析処理サービスの開発(株式会社アイエイエフコンサルティング)
- PostgreSQLのエンタープライズ化に向けた並列分散処理機能の開発(株式会社エヌ・ティ・ティ・データ)
- オープンソースGISプラットフォームの開発(株式会社オークニー
- モデル実行によるリアルタイム系ソフトウェア開発環境の構築(OpenMDAコンソーシアム)
- オフィススイートの機能拡張(オープン・デスクトップ推進協議会)
- デスクトップ開発基盤の整備(株式会社グッデイ)
- 動的オブジェクトシステムによるアプリケーションサービスの協調的構築フレームワーク(高階プログラミング応用研究会)
- Samba 3.0国際化(ミラクル・リナックス株式会社)
- 自律分散協調型XML Storageを実現するXML-DBミドルウェアの開発(株式会社メディアフロント)
- オフィススイートにおける高度日本語文書処理ライブラリの整備(レッドハット株式会社)

### 実証実験
- 電子政府におけるオープンソフトウェア活用にむけての実証実験フィジビリティ調査(独立行政法人産業技術総合研究所、株式会社SRA、株式会社創夢、日本アイ・ビー・エム株式会社、株式会社グッディ、有限会社ヴァインカーブ、株式会社三菱総合研究所)